# Església del Sant Esperit (Barcelona)
L'església del Sant Esperit és un edifici religiós situat al carrer Nou de Sant Francesc, 20-22 de Barcelona, catalogat com a bé amb elements d'interès (categoria C).

## Història i descripció

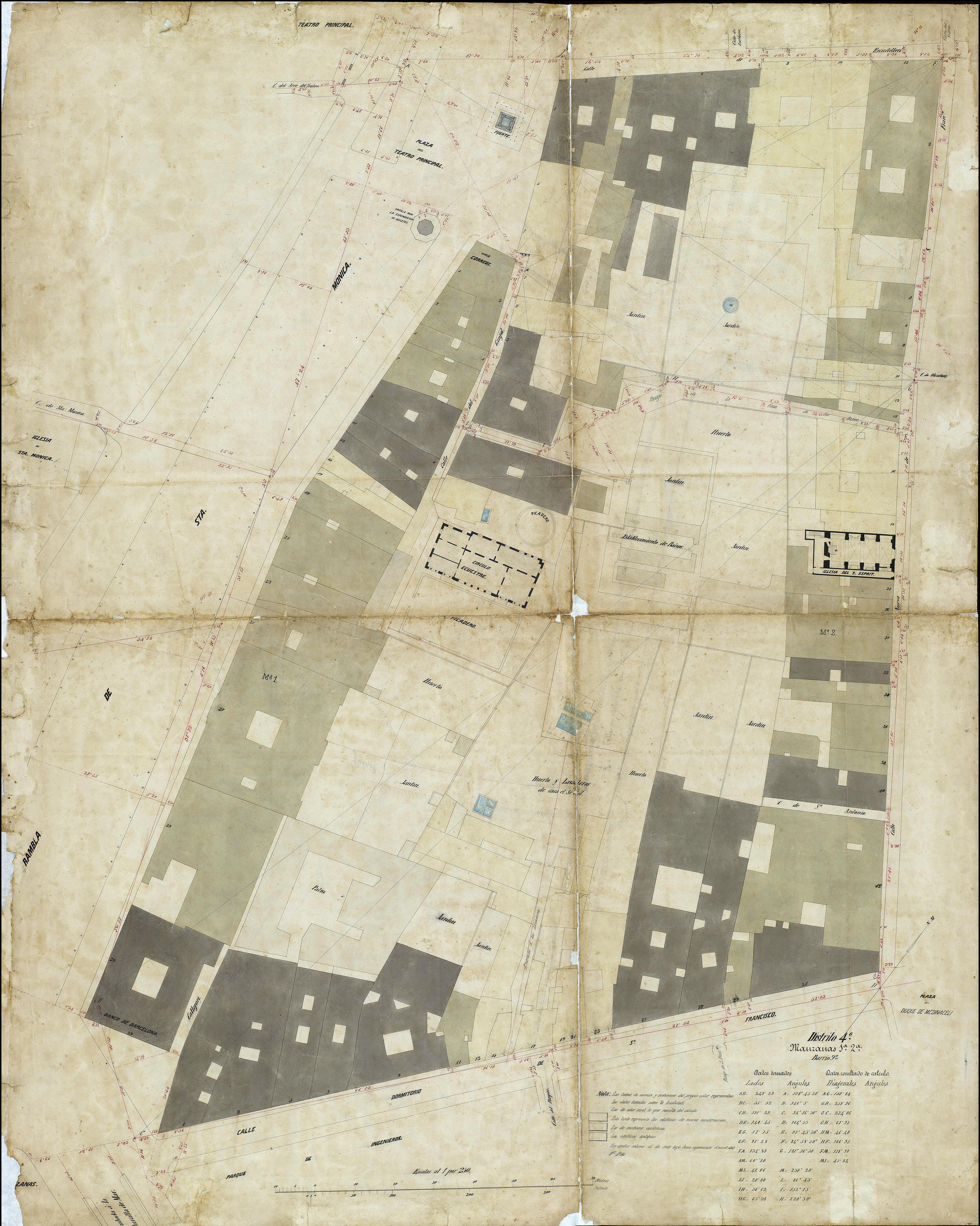
Quarteró núm. 112 de Garriga i Roca (c. 1860)

Dedicada a la Mare de Déu de la Font de la Salut, va ser fruit d'una iniciativa de la «Confraria de Cecs, Coixos i Contrafets», després que la seva primera capella fos enderrocada el 1716 per a la construcció de la Fortalesa de la Ciutadella. El permís d'obres és del 1732, la primera pedra fou col·locada el 1734 i el 1736 ja era consagrada
El reduït edifici, d'autor desconegut, és de nau única, amb capelles i tribunes als costats i amb una senzilla façana de carreus petits, que té com a únic ornament la porta motllurada i coronada amb la data de 1735, la creu flanquejada per galledes, atribut de l'esmentada confraria, i un emblema heràldic amb tres sardines, que pertany a l'intendent (governador) de Catalunya Antoine Sartine (1681-1744), patrocinador de l'obra.
El 1936 desaparegueren l'altar amb cambril, alguns exvots i tota la decoració interior. A la sagristia, un plafó de rajoles policromades datat el 1804 i la imatge de la Mare de Déu titular certifiquen que l'ornamentació no es va completar fins als inicis del segle xix.